# Dipinti di Leonardo da Vinci
Questa pagina è una lista dei dipinti di Leonardo da Vinci conservati. Segue, in linea di massima, la lista di Milena Magnano (vedi bibliografia), con le sole attribuzioni maggiormente accettate dalla critica. Sono esclusi i disegni su carta, a parte il Cartone di sant'Anna e il Ritratto di Isabella d'Este, perché questi hanno dimensioni paragonabili a un dipinto.

## Elenco
| Immagine | Titolo                                                                                     | Data            | Dimensioni in cm    | Tecnica                                    | Supporto                                      | Paese              | Città             | Luogo di conservazione | Attribuzione e note |
| -------- | ------------------------------------------------------------------------------------------ | --------------- | ------------------- | ------------------------------------------ | --------------------------------------------- | ------------------ | ----------------- | --- | --- |
|          | Madonna Dreyfus                                                                            | 1469 circa      | 15,7x12,8           | olio                                       | tavola                                        | Stati Uniti        | Washington        | National Gallery of Art | Incerta |
|          | Annunciazione                                                                              | 1472-1475       | 98x217              | olio e tempera                             | tavola                                        | Italia             | Firenze           | Galleria degli Uffizi | Incerto il contributo di collaboratori. Storicizzata da ritrovamento disegni preparatori. |
|          | Madonna del Garofano                                                                       | 1473 circa      | 62x47,5             | olio                                       | tavola                                        | Germania           | Monaco di Baviera | Alte Pinakothek | Unanime |
|          | Ritratto di Ginevra de' Benci                                                              | 1474 circa      | 38,8x36,7           | olio e tempera                             | tavola                                        | Stati Uniti        | Washington        | National Gallery of Art | Pressoché unanime |
|          | Battesimo di Cristo                                                                        | 1475-1478       | 177×151             | olio e tempera                             | tavola                                        | Italia             | Firenze           | Galleria degli Uffizi | Opera di collaborazione con Andrea del Verrocchio e altri. Pressoché unanime per l'angelo sinistro e il paesaggio. |
|          | Annunciazione 598                                                                          | 1478-1480       | 16x60               | tempera                                    | tavola                                        | Francia            | Parigi            | Museo del Louvre | Incerta. Non documentata. |
|          | Madonna Benois                                                                             | 1478-1482       | 48x31               | olio                                       | tavola trasportata su tela                    | Russia             | San Pietroburgo   | Museo dell'Ermitage | Unanime |
|          | San Girolamo                                                                               | 1480 circa      | 103x75              | olio                                       | tavola                                        | Città del Vaticano | Roma              | Pinacoteca Vaticana | Unanime |
|          | Adorazione dei Magi                                                                        | 1481-1482       | 246x243             | olio                                       | tavola                                        | Italia             | Firenze           | Galleria degli Uffizi | Unanime, documentata |
|          | Vergine delle Rocce (prima versione)                                                       | 1483-1486       | 199x122             | olio                                       | tavola trasportata su tela                    | Francia            | Parigi            | Museo del Louvre | Unanime. Documentazione incerta. |
|          | Ritratto di musico                                                                         | 1485 circa      | 44,7x32             | olio                                       | tavola                                        | Italia             | Milano            | Pinacoteca ambrosiana | Pressoché unanime |
|          | Dama con l'ermellino                                                                       | 1488-1490       | 54,8x40,3           | olio                                       | tavola                                        | Polonia            | Cracovia          | Museo nazionale di Cracovia | Unanime |
|          | Ritratto di una dama della corte di Milano noto tradizionalmente come La Belle Ferronnière | 1490-1497 circa | 63,5x44,5           | olio                                       | tavola (noce)                                 | Francia            | Parigi            | Museo del Louvre | Unanime |
|          | Madonna Litta                                                                              | 1490-1492 circa | 42x33               | tempera                                    | tavola trasposta su tela                      | Russia             | San Pietroburgo   | Museo dell'Ermitage | Incerta (ipotizzati Giovanni Antonio Boltraffio o Marco d'Oggiono, sotto la supervisione di Leonardo) |
|          | Vergine delle Rocce (seconda versione)                                                     | 1494-1508       | 189,5x120           | olio                                       | tavola                                        | Regno Unito        | Londra            | National Gallery | Incerta l'entità del contributo di collaboratori. Documentata. |
|          | Ultima Cena                                                                                | 1494-1498       | 460x880             | olio                                       | intonaco                                      | Italia             | Milano            | refettorio del convento di Santa Maria delle Grazie                                                                                          | Unanime |
|          | Ritratto di una Sforza ("Bella principessa")                                               | 1495 circa      | 33x23               | gesso e inchiostro                         | pergamena applicata su tavola                 | Canada ?           | ?                 | Collezione privata | Incerta |
|          | Ritratti dei duchi di Milano con i figli                                                   | 1497            | 90 di base ciascuno | tempera e olio                             | intonaco                                      | Italia             | Milano            | refettorio del convento di Santa Maria delle Grazie                                                                                          | Incerta per la frammentarietà e il cattivo stato di conservazione |
|          | Intrecci vegetali con frutti e monocromi di radici e rocce                                 | 1498 circa      | ?                   | tempera                                    | intonaco                                      | Italia             | Milano            | Castello Sforzesco, Sala delle Asse | Pressoché unanime, ma opera frammentaria e soggetta a ridipinture |
|          | Salvator mundi                                                                             | 1505-1515 circa | 66x46               | olio                                       | tavola                                        | Sconosciuto        | Sconosciuta       | Sconosciuto. Dal 15 novembre 2017 (giorno in cui l'opera è stata battuta all'asta presso Christie's New York) non se ne conosce l'ubicazione | Incerta. L'opera è stata esposta nella mostra monografica "Leonardo Da Vinci. Painter at the Court of Milan" alla National Gallery di Londra (2011-2012). È stata acquistata dal principe Saudita Badr bin Abd Allah bin Mohammed bin Farhan Al Saud che ha agito in qualità di intermediario per conto del Dipartimento della Cultura e del Turismo di Abu Dhabi |
|          | Ritratto di Isabella d'Este                                                                | 1500 circa      | 63x46               | gessetto nero, sanguigna e pastello giallo | carta                                         | Francia            | Parigi            | Cabinet des Dessins | Unanime. Le lettere documentano almeno due disegni e 1501-06 diverse richieste di eseguire il ritratto. |
|          | Madonna dei Fusi                                                                           | 1501 circa      | 48,3x36,9           | olio                                       | tavola                                        | Regno Unito        | Edimburgo         | Drumlanrig Castle | Incerta |
|          | Madonna dei Fusi                                                                           | 1501 circa      | 50,2x36,4           | olio                                       | tavola trasferita su tela incollata su tavola | Stati Uniti        | New York          | Collezione privata | Incerta |
|          | Cartone di sant'Anna                                                                       | 1501-1505 circa | 141,5x104,6         | gessetto nero, biacca e sfumino            | carta                                         | Regno Unito        | Londra            | National Gallery | Unanime |
|          | Gioconda                                                                                   | 1503-1514       | 77x53               | olio                                       | tavola                                        | Francia            | Parigi            | Museo del Louvre | Unanime |
|          | Battaglia di Anghiari                                                                      | 1503 -          | 42,8×57,7 cm        | encausto                                   | parete                                        | Italia             | Firenze           | già in Palazzo Vecchio, Firenze | Unanime. A causa dell'inadeguatezza della tecnica il dipinto subì dei danni, perciò, non si sa se i suoi resti fossero lasciati in loco, incompiuti e mutili |
|          | Scapigliata                                                                                | 1508 circa      | 24,7x21             | terra ombra, ambra inverdita, biacca       | tavola                                        | Italia             | Parma             | Galleria nazionale di Parma | Pressoché unanime |
|          | San Giovanni Battista                                                                      | 1508-1513       | 69x57               | olio                                       | tavola                                        | Francia            | Parigi            | Museo del Louvre | Unanime |
|          | Sant'Anna, la Vergine e il Bambino con l'agnellino                                         | 1510-1513 circa | 168x130             | olio                                       | tavola                                        | Francia            | Parigi            | Museo del Louvre | Unanime |
|          | Bacco                                                                                      | 1510-1515       | 177x115             | olio                                       | tavola trasportata su tela                    | Francia            | Parigi            | Museo del Louvre | Incerta |